# Полярный (телесериал)
«Поля́рный» (рабочее название «Полярный 17») — российский комедийный телевизионный сериал производства «Premier Studios», «1-2-3 Production» (2, 3 сезоны) и «Кит медиа» (1 сезон).
Главные роли сыграли Михаил Пореченков, Екатерина Шпица и Иван Охлобыстин. Место съёмок сериала — город Кировск Мурманской области.
Премьера первого сезона сериала состоялась на телеканале «ТНТ» 28 октября 2019 года.
В феврале 2021 года приступили к съёмкам второго сезона. Премьера второго сезона под названием «Полярный-2» состоялась на телеканале «ТНТ» 8 ноября 2021 года.
В марте 2023 года приступили к съёмкам третьего сезона. Премьера третьего сезона состоялась на телеканале «ТНТ» 20 ноября 2023 года.
В апреле 2024 года приступили к съёмкам четвёртого сезона. Премьера четвёртого сезона состоялась на телеканале «ТНТ» 2 декабря 2024 года.
В апреле 2025 года приступили к съемкам пятого сезона.

## Сюжет
1 сезон
В середине 1990-х криминальный авторитет Витя-Мясник (Михаил Пореченков) внушал страх коммерсантам и конкурентам по опасному бизнесу. Но сейчас Виктор Громов завязал с криминалом и держит эко-ферму «Мечта», где ухаживает за любимым быком по кличке Братан.
Неожиданно к нему обращается авторитет Артур (один из бывших сообщников Виктора) с просьбой передержать на Витином банковском счёте воровской общак. Виктор соглашается, но в день возврата, после падения на голову подковы, висевшей на воротах фермы, забывает пароль от счёта. Понимая, что Артур в это не поверит, Виктор пускается в бега и, запрыгнув в почтовый вагон одного из поездов, оказывается в северном городке Полярный, где продолжают царить «лихие 90-е». В Полярном Виктор берёт на себя роль Робина Гуда, помогая местным бороться с несправедливостью, и встречает свою любовь.
2 сезон
Виктор соперничает с московскими властями в лице их представителя Раисы Панкратовой и примкнувшего к ней городского начальства, решивших открыть на его земле самый большой в Европе мусорный полигон.
Параллельно развивается две любовные сюжетные линии — Виктор готовится сделать предложение Полине, а бармен Слава — Любе, подруге Полины.
3 сезон
Виктору придётся решать вопросы, доставшиеся ему в наследство от бывшего мэра Полярного и столкнуться с новым противником — молодым и дерзким бизнесменом Игорем Ломаемым. Спокойная жизнь Полярного вновь окажется под угрозой, но Виктор в свойственной себе манере — честно и по-мужски — закроет все вопросы.
В новом сезоне Виктор станет не только мэром Полярного, но ещё и папой, а в его жизни появится ещё один новый человек – тёща Антонина Васильевна, заслуженный учитель русского языка и литературы, которая будет воспитывать не только внука, но и зятя.
4 сезон
Китайский автоконцерн построил в Полярном завод. Витя заметил на открытии члена триады и заподозрил, что производство является прикрытием их криминальных дел. Вскоре в городе объявляется полицейский из Китая, которая подтверждает его опасения: банда «Чёрного дракона» намерена расширить свой рынок наркоторговли.

## В ролях
| Актёр                                                     | Роль |
| --------------------------------------------------------- | --- |
| Михаил Пореченков                                         | Виктор Павлович Громов (Витя-Мясник) эко-фермер, бывший бандит из Москвы, бывший мэр Полярного                                                               |
| Екатерина Шпица                                           | Полина Юрьевна Громова (в девичестве - Глебова) работница салона DVD-проката, психолог, возлюбленная (с 29 серии — жена) Виктора                             |
| Иван Охлобыстин                                           | Михаил Александрович Болтяев (Болт) местный криминальный авторитет, враг/друг Виктора                                                                        |
| Карина Зверева (с 3-й серии)                              | Анжела Игоревна Болтяева бывшая стриптизёрша, возлюбленная (с 12 серии — жена) Болта                                                                         |
| Антон Богданов (со 2-й серии)                             | Сергей Борисович Нуждин капитан полиции |
| Мария Кравченко (с 15-й серии)                            | Раиса Борисовна Панкратова (Рая) кризис-менеджер из Москвы, бывшая помощница Виктора (в 3-м сезоне), мэр Полярного (с 4 сезона)                              |
| Ян Цапник (с 3-й серии)                                   | Юрий Андреевич Новиков (с 3-го сезона — бывший) мэр Полярного, очень жадный человек, одержимый деньгами                                                      |
| Александр Ратников                                        | Игорь Константинович Ломаев бизнесмен, главный антагонист 3 сезона                                                                                           |
| Ярослав Печенин                                           | Фёдор Викторович Громов (Федя) сын Полины и Виктора, единоутробный брат Кости (3 сезон)                                                                      |
| Елена Воробей                                             | Антонина Васильевна мать Полины, заслуженный учитель русского языка и литературы                                                                             |
| Юрий Тузов                                                | Геннадий Валентинович губернатор (1 сезон) |
| Андрей Ребенков                                           | Станислав Витальевич Мартынов (в 4 сезоне Геннадий Валентинович) врио губернатора                                                                            |
| Жаргал Бадмацыренов                                       | Анатолий подручный Болта, друг Коли |
| Филипп Дьячков                                            | Николай подручный Болта, друг Толи |
| Юрий Назаров                                              | Степан Ильич пенсионер, сосед Полины и друг Виктора (1-3 сезоны)                                                                                             |
| Денис Пьянов                                              | Вячеслав (Слава) бармен |
| Светлана Листова (с 3-й серии)                            | Любовь подруга Полины, возлюбленная (с 45 серии — жена) Славы                                                                                                |
| Алексей Онежен                                            | Константин Олегович Глебов (Костя) сын Полины, пасынок Виктора и единоутробный брат Феди, программист (1-2 сезоны)                                           |
| Игорь Жижикин                                             | Артур криминальный авторитет, бывший сообщник Виктора (1,4 сезоны)                                                                                           |
| Борис Каморзин (с 4-й серии)                              | Сергей Михайлович Немоляев полковник, начальник полиции Полярного, с 4 сезона на пенсии                                                                      |
| Денис Бузин (со 2-й серии)                                | Пилипчук лейтенант, с 4 сезона капитан и начальник полиции Полярного                                                                                         |
| Сергей Черданцев (со 2-й серии)                           | Владимир Трофимов лейтенант, с 4 сезона старший лейтенант полиции                                                                                            |
| Дмитрий Колчин                                            | Павел Никитич Селиверстов |
| Владимир Епифанцев                                        | Алексей (Лёха-Депутат) подручный Артура (1 сезон) |
| Владимир Любимцев                                         | Карамба подручный Артура (1 сезон) |
| Евгений Мундум                                            | Хриплый криминальный авторитет, главный антагонист 1 сезона                                                                                                  |
| Виктор Бычков                                             | Егорыч работник на ферме у Виктора (1 сезон) |
| Сергей Козик (с 3-й серии)                                | Борис Глебович Зюзин начальник котельной и помощник мэра |
| Ирина Сердечная                                           | Терентьева |
| Ольга Руднева (2 сезон) Софья Зайка (3 сезон)             | Ирина (Ирка) Соловьёва подруга Толи |
| Алексей Макаров                                           | Альберт Владимирович Бородулин заместитель председателя правительства Российской Федерации, начальник Раисы Борисовны из Москвы, главный антагонист 2 сезона |
| Андрей Свиридов                                           | Павел (Паша-Мерседес) местный отморозок |
| Сергей Галахов                                            | Витя-Мясник в молодости (27 серия) |
| «Отпетые мошенники» (Сергей Суровенко и Вячеслав Зинуров) | камео (27 серия) |
| Ида Галич                                                 | камео, телеведущая ток-шоу "Квиз Твист" (43 серия) |
| Демис Карибидис                                           | камео (45 серия) |
| Михаил Полицеймако                                        | Щербинский, актёр (42 серия) |
| DJ Грув                                                   | камео (43 серия) |
| Ренат Мухамбаев                                           | главный коренной (37 серия) |
| Дмитрий Журавлёв                                          | покупатель собаки (36 серия) |
| Ксения Корнева                                            | Света эко-фермер |
| Виктор Ким                                                | Кванг, он же Сен Джу китаец с татуировкой чёрного дракона на шее (4 сезон)                                                                                   |
| Роман Хан                                                 | член триады «Чёрный дракон» (4 сезон), (в 10 серии 1 сезона — авторитет из Оленегорска Серёга Якут)                                                          |
| Фэйя Цзоу                                                 | Лю Чан полицейский из КНР, она же домработница Сёми в доме Громовых (4 сезон)                                                                                |
| Дмитрий Белоцерковский                                    | Кирилл орнитолог, бывший ученик Антонины Васильевны и однокашник Полины по классу фортепиано (4 сезон)                                                       |
| Игорь Коровин                                             | врач-гастроэнтеролог |

## Эпизоды
| Сезон | Сезон | Серии | Период трансляции           |
| ----- | ----- | ----- | --------------------------- |
|       | 1     | 14    | 28 октября — 19 ноября 2019 |
|       | 2     | 16    | 8 ноября — 1 декабря 2021   |
|       | 3     | 16    | 20 ноября — 6 декабря 2023  |
|       | 4     | 17    | 2 — 12 декабря 2024         |
|       | 5     | TBA   | TBA                         |

### Сезон 1
| № серии | Премьера   | Описание серии |
| ------- | ---------- | --- |
| 1       | 28.10.2019 | Виктор Громов (он же бывший криминальный авторитет 1990-х Витя-Мясник) обжился в современной Москве и занялся легальным бизнесом, но внезапно настигнувшее его прошлое заставляет Витю бежать за Полярный круг — туда, где время как будто остановилось и до сих пор царят понятия лихого десятилетия. Зайдя в бар согреться, он вступает в конфликт с местным авторитетом.                                  |
| 2       | 28.10.2019 | Витя узнаёт, что бык Братан находится в смертельной опасности. Но единственный способ выбраться из Полярного — полёт на вертолёте с лётчиком, который за стакан держится крепче, чем за штурвал. Тем временем местный авторитет Болт решает разобраться с Витей по своим правилам. |
| 3       | 29.10.2019 | Полярный продолжает проверять Витю на стойкость — в городе отключают горячую воду. Не собираясь с этим мириться, он отправляется к начальнику котельной Зюзину и доходчиво объясняет тому, что горячая вода зимой должна быть обязательно. Но, восстановив справедливость, Витя тем самым переходит дорогу мэру Полярного.                                                                                   |
| 4       | 30.10.2019 | Витя сидит в КПЗ, а Братан всё ещё в опасности. Болт пытается вытащить Витю из ОВД через свои местные связи, но Витино дело лично на контроле у мэра города. Тогда Болт решает выкрасть москвича. Полина тем временем пытается помочь Вите через Нуждина. |
| 5       | 31.10.2019 | Из DVD-проката, где работает Полина, воруют сейф с выручкой. Виктор берёт расследование в свои руки. А Нуждин решается на очередное должностное преступление ради Полины. |
| 6       | 05.11.2019 | Болт подозревает Анжелу в том, что она изменяет ему с Витей, и решает устроить очную ставку. Витя просит Полину сыграть роль его девушки, чтобы отвести от себя подозрения, но у Полины проблемы поважнее: хулиганы обижают её сына Костю. Витя соглашается научить парня паре приёмов самообороны, но забывает, что на Костю наехали шестиклассники, а не братки из 90-х.                                   |
| 7       | 06.11.2019 | Витя влезает в новые долги, на этот раз перед ещё более серьёзной организацией, чем московский криминал: местной электросетью. На выручку приходит Болт, который предлагает Вите не совсем легальный, но очень прибыльный бизнес-план. |
| 8       | 07.11.2019 | Из-за конфликта с мэром Витя собирается срочно покинуть город. Но есть одна проблема: кто-то украл полкилометра железнодорожных рельсов. А это значит, что Вите снова придётся решать проблемы Полярного. Нуждин наконец-то получает шанс посадить Болта, но для этого ему придётся сильно попотеть. |
| 9       | 11.11.2019 | После нескольких месяцев отсутствия в Полярный возвращаются вахтовики. Город накрывает «волна любви», даже бармен Слава неожиданно для себя просыпается в квартире у Любы. Витя с Полиной безуспешно ищут место для романтического свидания. Толя и Коля смотрят диск «Москвы криминальной» с серией про Витю-Мясника.                                                                                       |
| 10      | 12.11.2019 | Нуждин отправляется на вокзал в Оленегорск, чтобы встретить московских коллег. Но в это же время и на этот же вокзал приезжают Депутат и Карамба, которых должен встретить местный бандит Серёга-Якут. Из-за возникшей путаницы ничего не подозревающий Нуждин собственноручно везёт Депутата с Карамбой в Полярный. Тем временем ревнивый Болт превратил свой автосервис в комнату пыток для хахаля Анжелы. |
| 11      | 13.11.2019 | После своей «смерти» Витя начинает новую спокойную жизнь в Полярном, но внезапный звонок Депутата из тюрьмы меняет его планы. Вите придётся вызволять Депутата из-за решётки, иначе тот сообщит Артуру о его воскрешении. А тем временем Толя и Коля решают ограбить местный ювелирный магазин. |
| 12      | 14.11.2019 | Болт хочет отметить свой мальчишник как полагается — с друзьями и стриптизом. Выбор стриптизёрши он поручает Толе и Коле. Тем временем Артур всё же узнаёт, что Витя жив, и решает навестить старого друга. Но у Вити есть проблема посерьёзнее: слишком быстрое развитие их отношений с Полиной. |
| 13      | 18.11.2019 | Витя приходит в себя в больнице в одной палате с Артуром. Правда, при ударе головой тот забыл последние 27 лет своей жизни: он уверен, что на дворе 1992 год. Витя и все остальные поддерживают эту легенду. А тем временем в Полярный едут те, кому принадлежит общак. |
| 14      | 19.11.2019 | До захода солнца Витя должен вернуть общак, иначе он больше никогда не увидит тех, кого любит. Но сумка с деньгами уже удаляется в направлении Доминиканы, а все местные менты во главе с Немоляевым вступают в неравную битву с коллегами из Снежногорска за парилку в местном пансионате. |

### Сезон 2
| № серии | Премьера   | Описание серии |
| ------- | ---------- | --- |
| 1 (15)  | 08.11.2021 | Витя обжился на Севере, теперь он лучший фермер Заполярья и обладатель гранта на развитие бизнеса. Он собирается расширяться и построить рядом с Полярным туристический городок, а также сделать Полине предложение. В это же время в город прибывает кризис-менеджер из Москвы Раиса Борисовна с не менее глобальными планами: по распоряжению сверху рядом с городом должен вырасти крупнейший в Европе мусорный полигон. Но именно на этом месте и расположена ферма Вити. |
| 2 (16)  | 08.11.2021 | Толя и Коля вынуждены возмещать долг перед Раисой, работая «прослушкой» на ферме Вити. На другом конце провода находятся мэр и Зюзин. Витя быстро раскусывает шпионов и придумывает легенду о контрабанде алмазов. Тем временем Полина возобновляет психологическую практику и пытается помочь своим первым клиентам Болту и Анжеле, у которых в разгаре постсвадебный кризис.                                                                                                |
| 3 (17)  | 09.11.2021 | Полина не понимает, почему Витя тянет с предложением, Анжела советует ей попробовать ролевые игры. Полина примеряет латексный костюм женщины-кошки и безнадёжно в нём застревает — и это за полчаса до родительского собрания в школе. Толя и Коля не без приключений устанавливают в доме Болта новое джакузи, а Нуждин в одиночку обезвреживает опасную банду браконьеров.                                                                                                  |
| 4 (18)  | 10.11.2021 | На Полярный надвигается снежный буран. Витя и Полина хотят переждать его в романтической обстановке у камина, но у Любы другие планы: она собирается вывести Витю на чистую воду и выяснить, почему он до сих пор не поднёс Полине кольцо. Да и помимо Любы в этот день у Вити с Полиной будет много непрошеных гостей. Толя с Колей оказываются заблокированы в автосервисе.                                                                                                 |
| 5 (19)  | 11.11.2021 | Болт тоже решает стать фермером, но никак не может определиться с живностью и вместе с более опытным заводчиком Витей едет на птичий рынок. Люба со Славой отправляются на подлёдную рыбалку, а Толя с Колей — на пикник, где находят космическую капсулу с китайским космонавтом. |
| 6 (20)  | 15.11.2021 | В поисках улик против Раисы, Болт проникает в её гостиничный номер, но попадает в неожиданную ловушку и вызывает на помощь Витю. Туда же прибывает Люба, подозревающая Виктора в связи на стороне. После просмотра псевдонаучного телемарафона Коля обнаружил, что Полярный захвачен пришельцами. |
| 7 (21)  | 16.11.2021 | Мэр вновь берётся за старое и ворует деньги, выделенные для дома престарелых, но Витя быстро внушил ему мысль о пользе аскетизма. Люба выигрывает главный приз в православной лотерее — двухнедельную поездку в Грецию, нужно только дать интервью местному батюшке. |
| 8 (22)  | 17.11.2021 | Витя с Ильичом отправляются на сельскохозяйственный форум в местный пансионат «Полярные Зори». Раиса в целях создания компромата подсылает к нему в номер проституток. Городское начальство «отстаивает» честь Полярного в хоккейном матче против команды губернатора. Толя с Колей занялись золотоискательством. |
| 9 (23)  | 18.11.2021 | Мэр выписывает липовую справку о коровьем бешенстве на ферме Вити, тот с Братаном приходит за опровержением прямо в администрацию. Толя встречается со своей школьной любовью. Анжела старается доказать Болту, что Коля более развит, чем кажется. |
| 10 (24) | 22.11.2021 | Немоляев уходит в ежегодный запой и куда-то сбегает, на его поиски отправляется всё отделение полиции. И именно в этот день начальник Раисы Альберт посетил Полярный. Цирковой лилипут подбивает Толю с Колей на похищение своего конкурента по арене. А Витя с Болтом обнаруживают в подвале неожиданное наследство от предыдущего хозяина. |
| 11 (25) | 23.11.2021 | Раиса организует на ферме пункт вывоза снега, Витя с Болтом едут к начальнику ЖКХ и заставляют отозвать распоряжение. Немоляев закодировался и ударился в спорт, и теперь подчинённые мечтают вернуть его к прежней жизни. Слава отбирает свою шапку у малолетних хулиганов. |
| 12 (26) | 24.11.2021 | Постройки Вити признаны незаконными и подлежат сносу, но неожиданно за ферму «вступается» сам Путин. Толя организует для Терентьевой романтический ужин на воздушном шаре, но Ирка решает, что это её свидание. Болт с Анжелой по совету Полины должны провести день без ссор. |
| 13 (27) | 25.11.2021 | В Полярном для ежегодной пельменной ярмарки изготовили Царь-пельмень, транспортировку поручили Нуждину. На этом мероприятии Витя хочет сделать предложение Полине, а Толя с Колей поспорили с Пашей, что Ира его переест. Альберту надоело воевать с упрямым фермером, и он нанимает киллера. |
| 14 (28) | 29.11.2021 | Чтобы выйти замуж за Виктора, Полине нужно расторгнуть брак с первым мужем. При личной встрече с бывшим в Полине просыпается жалость, а Витя тем временем пытается вывести его на чистую воду. Полицейские во главе с Немоляевым отправляются на учения «Антибраконьер-2021», где натыкаются на настоящих браконьеров. |
| 15 (29) | 30.11.2021 | Витя с Полиной готовятся к свадьбе, но Полина хочет красивый праздник, а Витя — тихие семейные посиделки. Раиса находит старую документацию, которая ставит крест на Витиных правах на ферму. В то же время сама Раиса обнаружила, что она у Альберта не единственная. Полицейские выбрали не самое удачное место для незаконной рыбалки. |
| 16 (30) | 01.12.2021 | Альберт готовится сносить ферму, но Витя с друзьями не намерены сдаваться без боя. К ним решает присоединиться и Раиса, затаившая обиду на Альберта, только ей это сделать труднее, так как она неожиданно обнаружила, что находится не в России. |

### Сезон 3
| № серии | Премьера   | Описание серии |
| ------- | ---------- | --- |
| 1 (31)  | 20.11.2023 | На праздновании Дня моржа мэр Новиков ныряет в прорубь… и не выныривает. По личной просьбе губернатора Витя занимает вакантное место в администрации и знакомится с приезжим инвестором Ломаевым. Ирка пытается устроить Толю на работу. В Полярный приезжает мама Полины – Антонина Васильевна, которая успевает произвести неизгладимое впечатление на Немоляева.                                                              |
| 2 (32)  | 20.11.2023 | Витя зовёт Раису себе в помощники и выясняет, что Новиков оставил после себя 300-миллионную дыру в бюджете. В поисках решения этой проблемы он обращается за помощью к Ломаеву, но, узнав, что тот задумал снести город в угоду собственному бизнес-проекту, Витя решает остаться в кресле мэра и бороться за Полярный до конца. Толя и Коля делают ремонт в квартире Ирки. Антонина Васильевна устраивает драку в детском саду. |
| 3 (33)  | 21.11.2023 | Толя пытается научить Ирку шутить. Слава имитирует угон собственного автомобиля, чтобы рассчитаться по кредиту. Витя извиняется перед заведующей детского сада за драку и узнаёт, что по документам роскошный дом Новикова — это несостоявшийся новый корпус детского сада. |
| 4 (34)  | 21.11.2023 | Витя и Раиса едут на Северный экономический форум в поисках инвестиций и принимают решение провести в Полярном Кубок России по биатлону. Компаньоны Ломаева ставят последнего перед фактом – никакого Кубка в Полярном состояться не должно. Немоляев везёт Антонину Васильевну на экзотическое свидание. |
| 5 (35)  | 22.11.2023 | Витя перевоспитывает местных чиновников. Анжела узнаёт, что у неё остался один год, чтобы забеременеть, а также о том, что Болт не любит детей. |
| 6 (36)  | 22.11.2023 | Полина предлагает Болту и Анжеле для начала вместо детей потренироваться на собаке и в это же время Толя и Коля реализуют дерзкий план по продаже очень особенной собаки отца Коли. Витя вступает в конфликт с Антониной Васильевной на почве предполагаемых предпочтений сына — балет или бокс. |
| 7 (37)  | 23.11.2023 | Витя сталкивается с проблемой прокладывания новой дороги в областной центр — виной всему несговорчивые радикальные эко-активисты. Люба подозревает, что Слава ей изменяет. В ОВД Полярного приезжает проверяющая, которая пытается склонить к Немоляева к близости. |
| 8 (38)  | 23.11.2023 | Ломаев при помощи местного блогера выкладывает в сеть фейковый компромат на Витю. Новиков пытается выкрасть из своего бывшего дома, который превратили в детский сад, внушительную сумму наличными. |
| 9 (39)  | 27.11.2023 | В Полярный приезжает проверяющий для оценки готовности объектов Кубка России по биатлону. Толя и Коля творчески подходят к замене старого матраса. Новиков впервые за много лет идёт в обычный продуктовый магазин. |
| 10 (40) | 27.11.2023 | Ломаев решает настроить против Вити представителей коренных народов Севера. Антонина Васильевна решает перевоспитать «неуча» Немоляева. Толя организовывает новый бизнес — северное фото с экзотическим удавом. |
| 11 (41) | 28.11.2023 | Коля предлагает Толе нелегально разжиться бензином. Болт подменяет Анжеле таблетки. Слава сомневается, стоит ли ему жениться на Любе. |
| 12 (42) | 29.11.2023 | Витя под давлением Полины и Антонины Васильевны вынужден идти в театр, а дружба Толи и Коли впервые дала трещину. |
| 13 (43) | 30.11.2023 | Чтобы найти деньги на "нормальный" обед, Новиков берет микрозайм на имя Зюзина. Теперь обоим нужно найти работу, чтобы вернуть долг с процентами. В Полярный приезжает Ида Галич для съемок шоу, в котором принимают участие Витя и Полина, но с ними увязывается Антонина Васильевна. |
| 14 (44) | 04.12.2023 | Полина пытается помирить Болта с Анжелой, оставив их присматривать за Федей. Слава ищет свидетеля на свадьбу, а Нуждин решает стать альфа-самцом, дабы приударить за полицейским-психологом. |
| 15 (45) | 05.12.2023 | В Полярном сразу два важных события: свадьба Славы и Любы и открытие кубка России по биатлону. На одно из них должен явиться Демис Карибидис. Вопрос: на какое? Болт после расставания с Анжелой регистрируется на сайте знакомств и идёт на свидание вслепую. |
| 16 (46) | 06.12.2023 | Витя за решеткой. Ломаев и Новиков празднуют победу. Неужели всё пропало? Но… как поступит Зюзин? |

### Сезон 4
| № серии | Премьера   | Описание серии |
| ------- | ---------- | --- |
| 1 (47)  | 02.12.2024 | В Полярном должно состояться торжественное открытие китайского автомобильного завода, на котором присутствуют практически все жители. На церемонии Витя замечает у одного из китайцев символику китайской преступной банды, которую он запомнил ещё в 90-е. Тем временем Толя и Коля хотят заработать денег на поездку на море и решают разрекламировать и продать фейерверки во время открытия завода.                                                                                                |
| 2 (48)  | 02.12.2024 | Китайцы похищают Колю и Толю с целью выяснить, кто они и зачем пытались саботировать открытие завода. Коля лжёт, что в городе действует банда «Полярные олени». Появление в городе китайской банды не оставляет Витю в покое, и он вместе с Раисой отправляется на завод с проверкой, оставив Зюзина и Новикова проводить личный приём граждан. |
| 3 (49)  | 03.12.2024 | Витя поселил Лю в своём гостевом домике как домработницу Сёми. Та предложила «совершить крупное преступление», чтобы триада поверила в существование банды «Оленей». Было решено вынести из школы компьютеры, но неправильный выбор подельников лишь добавил им проблем. Тем временем Полина затеяла генеральную уборку, в ходе которой заподозрила китаянку в краже крупной суммы денег. |
| 4 (50)  | 03.12.2024 | Лю узнала, что в Полярный должна прийти крупная партия устриц. Заподозрив, что в ящиках могут быть наркотики, она с Витей и Болтом проследили за курьерами. Полина заметила, что у мужа есть от неё какие-то тайны с Сёми и подложила ему в карман радиомаячок. |
| 5 (51)  | 04.12.2024 | Никто в городе не хочет брать Новикова на работу, нашлось только место охранника на автозаводе: кто, как не бывший вор, может обнаружить других воров. Внедрённые на завод Коля с Толей похищают инженера, приняв его за одного из членов триады. Лю забила «Драконам» стрелку, но на встречу приехали Пилипчук с сотрудниками. Полина поняла, что Витя изменяет ей с Сёми и ушла с сыном из дому. |
| 6 (52)  | 04.12.2024 | Витя сотоварищи расследуют пропажу электричества и выходят на подпольную майнинг-ферму. Новиков помогает администрации завода решить проблему с проверяющими органами, но для этого пришлось поработать официантом для начальника сей организации. Люба не поверила в измену Вити, но придя с Полиной к ней домой, они обнаружили на диване полуголую Сёми. |
| 7 (53)  | 05.12.2024 | Начавшиеся было разборки с хозяином разгромленной майнинг-фермы, дабы не расстраивать его жену, переросли в дружескую посиделку. Болту пришлось принимать роды у ламы. Полина, чтобы отвлечься от семейной драмы, по совету Любы вернулась к практике психолога и открыла кабинет. |
| 8 (54)  | 05.12.2024 | Коля с Толей прячут до поры свою машину и оказываются погребёнными под снегом. Витя заявляет об угоне в полицию, где узнаёт, что Пилипчук заметил, что в окру́ге действует организованная банда. Болт с Анжелой выбирают имя будущему ребёнку, причём обязательно по фен-шую. |
| 9 (55)  | 09.12.2024 | Новиков по заданию триады должен найти главаря «Полярных оленей», тот по совокупности недоразумений подумал на Славу. Китайцы приходят в бар, но Слава, приняв их за коллекторов, устраивает пожар, и бандиты в страхе бегут. Лю попадает в полицию Оленеозёрска, и чтобы её освободить, Витя использует слухи об измене жене. По просьбе Антонины Васильевны в Полярный вернулся Кирилл, чтобы вывести Полину из депрессии.                                                                           |
| 10 (56) | 09.12.2024 | Перевербованный Витей Новиков должен по его с Лю заданию украсть мыло с завода: возможно китайцы прячут наркотики именно в нём. Тем временем Витя, Болт и Люба ухватились за легенду, что Слава — главарь, и пытаются придать ему мужественности. Их труды пошли бы прахом, если бы Слава случайно не прогнал грабителей на бензоколонке. |
| 11 (57) | 10.12.2024 | Толя с Колей должны угнать у китайцев минивэн, чтобы у Вити появился предлог для стрелки с главарём «Драконов», но по случайности крадут заводской фургон с партией наркоты в тайнике. Поверивший было в свою крутизну Слава понимает, что это не так. Болт ищет по городу клубнику для беременной Анжелы. |
| 12 (58) | 10.12.2024 | Используя Колины диктофонные записи, Витя, Лю и Толя с Колей находят нарколабораторию. Чтобы свести Полину с Кириллом, Антонина организует его день рождения, хотя сия знаменательная дата не сегодня. Пилипчук с сотрудниками забронировали на турбазе домик с баней, но снежнеградские коллеги, используя служебное положение, отобрали его себе. |
| 13 (59) | 11.12.2024 | Китайцы предлагают Вите сделку: он им достанет электронную подпись Раисы, а они ему устроят встречу с боссом. Тот выполняет свою половину уговора, но в ответ его усыпляют в лаборатории. Лю перед самым приездом полиции успевает уволочь напарника, но у здания остаётся его машина с похищенной Раей. Нагрянув к Вите на ферму, Пилипчук находит в сарае наркотики. Толя убирается к приезду Иры, но наутро после пьянки с Колей они обнаруживают пропажу новенького дорогого дивана.               |
| 14 (60) | 11.12.2024 | Витя объявлен в розыск, Лю признаётся, что давно уволена из-за козней «Чёрного дракона» и продолжает вести дело, чтобы вернуть себе работу и честное имя. Витя проникает на день рождения сына, чтобы объясниться с Полиной. Губернатор увольняет Раису с поста главы администрации и назначает временным исполняющим Зюзина. Новиков строит планы по возвращению на кресла мэра, но китайцы жёстко требуют найти Витю.                                                                                |
| 15 (61) | 12.12.2024 | Вите необходимо исчезнуть, но на выезде из города досматривают все машины, кроме экстренных служб — вот под прикрытием якобы рожающей Анжелы он и решил бежать. Вернувшийся из Москвы Нуждин желает доказать Раисе, что Витя не виновен и невольно способствует побегу. Новиков и Зюзин тоже решают уйти подальше от «Чёрного дракона», но за городом заметили Витю, садящегося в машину Артура, и следуют за ними.                                                                                    |
| 16 (62) | 12.12.2024 | Вопреки желанию Вити Артур не стал подбирать его семью в Оленеозёрске и увозит друга в Салехард. Там же они замечают членов «Чёрного дракона», желающих подписать с мэром договор об открытии автозавода. Так вышло, что пост занимает юношеская любовь Новикова, чтобы не случилось непоправимое, он на встрече велел ей не заключать этой сделки. В погоне за одним из китайцем Витя спасает ему жизнь, из-за чего тот, веря в карму, решает помочь «Оленям» выйти на своего главного босса Сен Джу. |
| 17 (63) | 12.12.2024 | Витя возвращается в Полярный. Лю вешает на Артура миникамеру и отправляет на встречу с Квангом. И дело почти было сладилось, если бы не внезапное появление Нуждина с Раисой. Сен Джу пришлось брать на приёме, устроенном руководством завода, но прибежавший Зюзин сообщил, что по показаниям камеры главным является мать босса. Пожилая китаянка узнала, что её сына раскрыли и попыталась похитить Полину, но «Полярные олени» совместно с полицией догнали и арестовали всех виновных.           |

## Саундтрек
1 сезон
- «Ноль» — Песня о настоящем индейце
- «Нэнси» — Дым сигарет с ментолом
- «Мираж» — Новый герой
- «Чёрный Обелиск» — Я остаюсь
- Николай Носков — Это здорово
- Жанна Агузарова — А снег идёт
- Андрей Губин — Мальчик-бродяга; Девушки как звёзды; Лиза
- Анатолий Крупнов — Я остаюсь
- Анжелика Варум — Ля-ля-фа
- Игорь Корнелюк — Дожди
- Кола Бельды — Увезу тебя я в тундру
- Олег Газманов — Мои ясные дни
- Ирина Салтыкова — Голубые глазки
- «Hard Bass School» — Наш гимн
- Аида Ведищева — Лесной олень
- Евгений Нестеренко — Ленин всегда с тобой
- Владимир Макаров — Последняя электричка
- МакSим — Знаешь ли ты
- «Жуки» — Батарейка
- «Hi-Fi» — Call Me Misha
- Валерий Леонтьев — Казанова (исполняет Борис Каморзин)

2 сезон
- Loboda — SuperSTAR
- Александр Иванов — Боже, какой пустяк
- Леонид Агутин & Анжелика Варум — Всё в твоих руках
- Катя Лель — Мой мармеладный
- Александр Серов — Сочи
- Ирина Грибулина — Недотрога
- Митя Фомин — Всё будет хорошо
- Лариса Долина — Три белых коня
- «Ундервуд» — Гагарин, я вас любила
- Яак Йоала — Солнечные часы
- Ёлка — На большом воздушном шаре
- Большой детский хор Гостелерадио СССР & Татьяна Дасковская — Прекрасное далёко
- ВИА «Поющие сердца» — Кто тебе сказал?
- «Отпетые мошенники» — Люби меня, люби
- Андрей Губин — Зима-холода
- Пётр Ильич Чайковский — Танец феи Драже (из балета «Щелкунчик»)

3 сезон
- ARTEMIEV — Многоэтажки 2.0
- Николай Басков — Я буду руки твои целовать
- Instasamka — За деньги да
- Ноль — Иду, курю
- Григорий Лепс — Самый лучший день
- Alon — ИУ (Я ей, она мне)
- Айдамир Мугу — Чёрные глаза
- Артур Пирожков — Алкоголичка

4 сезон
- Аида Ведищева — Гололёд
- «The Hatters (Шляпники)» — Зима